# AZ Picerno 2024-2025
Questa voce raccoglie le informazioni riguardanti l'AZ Picerno nelle competizioni ufficiali della stagione 2024-2025.

## Rosa
Aggiornata al 16 giugno 2025.
| N. |                    | Ruolo | Calciatore                   |
| -- | ------------------ | ----- | ---------------------------- |
| 1  | Italia (bandiera)  | P     | Davide Merelli               |
| 2  | Italia (bandiera)  | D     | Gabriele Pagliai             |
| 3  | Italia (bandiera)  | D     | Manuel Nicoletti             |
| 4  | Senegal (bandiera) | D     | Papa Mamadou Seck            |
| 7  | Italia (bandiera)  | A     | Antonio Energe               |
| 8  | Italia (bandiera)  | C     | Domenico Franco              |
| 9  | Italia (bandiera)  | A     | Gabriele Bernardotto         |
| 10 | Italia (bandiera)  | A     | Pasquale Maiorino            |
| 11 | Italia (bandiera)  | A     | Emanuele Esposito (capitano) |
| 13 | Italia (bandiera)  | D     | Marco Manetta                |
| 14 | Italia (bandiera)  | C     | Vincenzo Ragone              |
| 15 | Italia (bandiera)  | D     | Pietro Santi                 |

| N. |                      | Ruolo | Calciatore           |
| -- | -------------------- | ----- | -------------------- |
| 18 | Spagna (bandiera)    | D     | Ruben García         |
| 19 | Italia (bandiera)    | A     | Francesco Pio Petito |
| 21 | Italia (bandiera)    | A     | Emilio Volpicelli    |
| 22 | Italia (bandiera)    | P     | Elia Summa           |
| 23 | Italia (bandiera)    | C     | Malik Djibril        |
| 24 | Italia (bandiera)    | D     | Federico Papini      |
| 25 | Italia (bandiera)    | D     | Walter Guerra        |
| 29 | Italia (bandiera)    | A     | Filippo Palazzino    |
| 30 | Argentina (bandiera) | C     | Rodrigo De Ciancio   |
| 34 | Italia (bandiera)    | C     | Sergio Maselli       |
| 77 | Italia (bandiera)    | C     | Vittorio Graziani    |
| 99 | Italia (bandiera)    | C     | Karim Cardoni        |